# Црква Светог великомученика Ђорђа у Славонском Броду (1988—1991)
Црква Светог великомученика Ђорђа у Славонском Броду бивши је српски православни храм у пакрачко-славонском владичанству.

## Историја
Старија црква Светог Ђорђа, неколико десетина метара јужније у истој улици (данас) Андрије Штампара (раније Вука Караџића), срушена је 1941. године од усташа у вријеме НДХ. Неколико деценија су Срби из Славонског Брода, своје вјерске потребе обављали у привременом објекту преуређеном за вјерске потребе, у близини Трга побједе. Крајем осамдесетих година 20. вијека, изграђена је нова црква Светог Ђорђа, по идејном рјешењу Пеђе Ристића, али је и она минирана 1991. године. Годинама је на улици испред цркве био паркиран дугачки камион, да би рушевине цркве биле мање видљиве. Након уклањања остатака порушене цркве, на темељима старе, у 21. вијеку се гради нова, трећа православна црква у Славонском Броду, али сада посвећена Светом свештеномученику Ђорђу Богићу.